# Зеленовка (Канаський район)
Зелено́вка (рос. Зеленовка, чув. Çĕнĕ Шăхаль) — присілок у складі Канаського району Чувашії, Росія. Входить до складу Кошноруйського сільського поселення.
Населення — 39 осіб (2010; 56 у 2002).
Національний склад:
- чуваші — 100 %